# Aéroport international Jomo-Kenyatta
Pour les articles homonymes, voir Kenyatta.
L'aéroport international Jomo-Kenyatta (code IATA : NBO • code OACI : HKJK), anciennement nommé aéroport d'Embakasi puis aéroport international de Nairobi, est la plus grande plateforme aéroportuaire du Kenya. Par son trafic, il est classé 6e aéroport d'Afrique, et 1er aéroport pour l'est du continent africain. Il est baptisé du nom du premier président de la république du Kenya, Jomo Kenyatta[réf. nécessaire].
L'aéroport Jomo-Kenyatta est situé au sud-est du territoire de Nairobi la capitale du pays, à 15 km du centre-ville, dans la division d'Embakasi (en), à la limite de la zone urbaine. L'autoroute A 104, appelée Mombasa Road sur cette partie de son tracé, passe au sud-ouest de l'aéroport et sert d'axe de communication principal entre l'aéroport et le centre de Nairobi.
L'aéroport est la plate-forme de correspondance aéroportuaire primaire des compagnies Kenya Airways et Fly540.

## Pistes et équipements
L'aéroport comporte une seule piste, équipée de l'ILS. Il comprend un terminal passager, datant des années 1970, et un terminal fret, qui est aussi utilisé par les Forces aériennes kényanes, et qui n'est autre que l'ancien terminal Embakasi.
En 2007, 4 861 706 passagers ont transité via l'aéroport international Jomo-Kenyatta.

## Historique
L'aéroport de Nairobi-Embakasi a été inauguré en mai 1958 par le dernier gouverneur britannique du Kenya, Evelyn Baring. Normalement, Sa Majesté la reine Elizabeth, la Reine mère aurait dû effectuer cette inauguration, mais n'a pas pu à la suite d'un retard en Australie.
Dans la décennie suivante, le terminal actuel est construit de l'autre côté de la piste, et l'aéroport rebaptisé aéroport international Jomo-Kenyatta. L'ancien terminal est quelquefois appelé Old Embakasi Airport (ancien aéroport Embakasi) et sert pour le trafic fret et les forces kényanes.

## Terminal

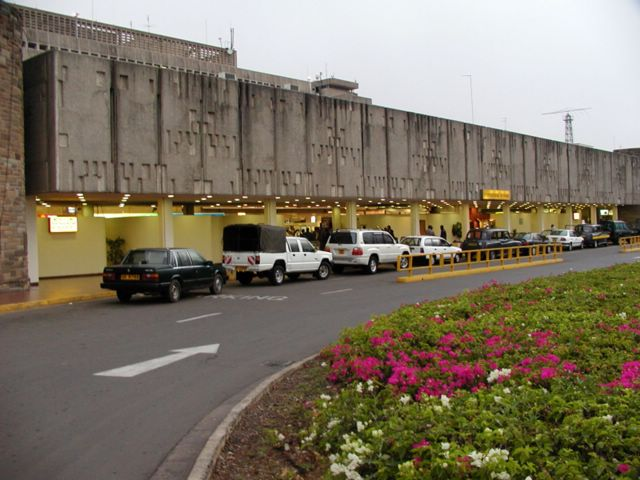
Autre vue du terminal (2005).

## Situation
| Amboseli Bamburi Bungoma Eldoret Eliye Springs Garissa Hola Homa Bay Nairobi · J. Kenyatta Kalokol Kericho Kilaguni Kisumu Kitale Liboi Lodwar Loiyangalani Lokichogio Malindi Mandera Marsabit Mombasa Moyale Nakuru Nanyuki Nyeri Samburu Ukunda Wajir Nairobi · Wilson |

## Projets d'extension

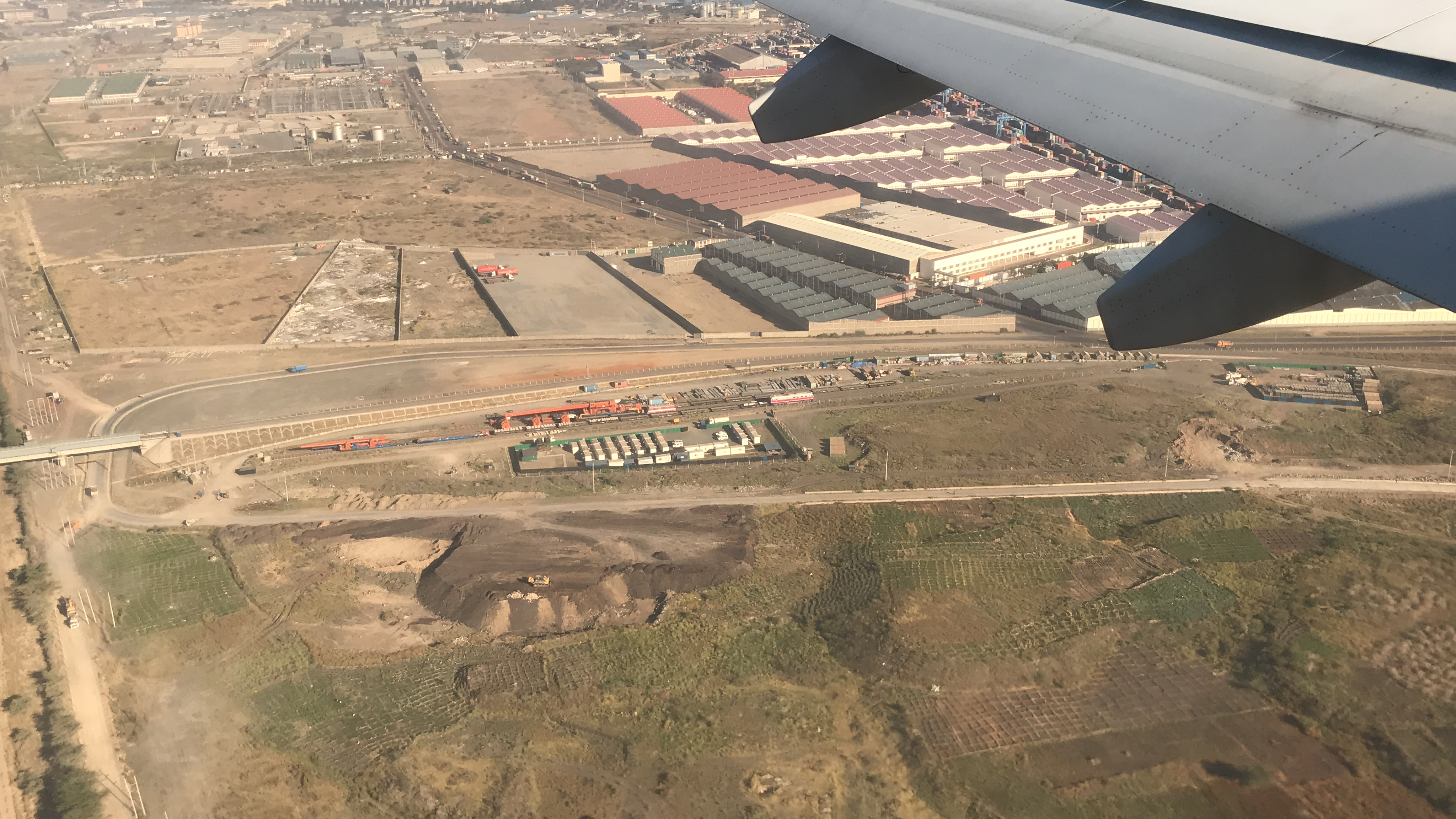
Approche de l'aéroport (2019).

En 2013, un premier projet vise à rénover et étendre l'aéroport. Il s'agissait de construire une nouvelle piste, de construire un nouveau terminal et d'atteindre la capacité d'accueil à 20 millions de passagers par an. Ce projet devait être mené par les groupes chinois Anhui Civil Engineering Group (ACEG) and China Aero-Technology Engineering International Engineering Corporation (CATIC). Mais il est abandonné en 2016, entraînant des poursuites judiciaires de la part des deux groupes chinois.

Le 21 novembre 2024, le président kényan William Ruto a fait part de l’annulation de partenariats avec le groupe indien Adani pour la modernisation de l’aéroport international de Nairobi en raison de « corruption ».  Le groupe Adani devait investir 1,85 milliard de dollars pour agrandir l'aéroport, en échange d'un droit d'exploitation de 30 ans. En septembre de la même année, des salariés de l'aéroport s'étaient mis en grève pour protester contre le projet de cession au groupe Adani.
Conception du nouveau terminal de passagers de l'aéroport international Jomo Kenyatta de Nairobi
L’aéroport est confronté à une augmentation du trafic que l'infrastructure existante ne pourra plus gérer. Dans le cadre de l'augmentation souhaitée de la capacité en passagers, ils ont souhaité séparer les flux d'arrivée et de départ et restaurer la fonctionnalité du terminal qui avait pris feu en 2013.
Ils ont donc décidé d'augmenter la capacité passagers au maximum.
En réponse à toutes ces exigences, la proposition d’ADP Ingénierie au l’aéroport de Nairobi (qui l’a acceptée) consistait à fusionner les trois terminaux existants en un nouveau terminal unique afin d’optimiser l’utilisation des ressources de l’ensemble du hub (comprenant désormais deux pistes).
Chiffres clés
3 terminaux existants
objectif de 10,3 MPPA (Millions de passagers par an)
Cible de 10,3 MPPA
La Banque africaine de développement (BAD) a approuvé un prêt de 160 millions de dollars (16 milliards Ksh) pour l'expansion de l'aéroport international Jomo Kenyatta (JKIA) à Nairobi.
La BAD a déclaré que le prêt stimulerait les efforts du gouvernement kényan pour élargir JKIA dans le but de faire de Nairobi une plaque tournante de l’aviation.
Le projet comprend une deuxième piste de 4,9 km construite conformément aux normes de l’OACI de catégorie deux, y compris les voies de circulation reliées; des places de stationnement supplémentaires pour les avions et une unité de lutte contre les incendies dans les airs.

## Compagnies et destinations
| Compagnies              | Destinations |
| ----------------------- | --- |
| African Express Airways | Bosaso, Garowe, Djouba, Hargeisa, Mogadiscio-Aden Adde (Petrella) |
| Air Arabia              | Charjah |
| Air France              | Paris-Charles de Gaulle |
| Air India               | Bombay-Chhatrapati-Shivaji, Delhi-Indira Gandhi |
| Air Mauritius           | Maurice-Sir Seewoosagur Ramgoolam |
| Air Tanzania            | Dar es Salam-J. Nyerere |
| Airlink                 | Johannesbourg OR Tambo |
| ASKY Airlines           | Lomé-G. Eyadéma |
| British Airways         | Londres-Heathrow |
| Brussels Airlines       | Bruxelles-National |
| China Southern Airlines | Canton-Baiyun, Changsha |
| Daallo Airlines         | Mogadiscio-Aden Adde (Petrella) |
| EgyptAir                | Le Caire |
| Emirates                | Dubaï |
| Ethiopian Airlines      | Addis-Abeba Bole |
| Etihad Airways          | Abou Dabi |
| Fly540                  | - Eldoret, - Baie d'Homa (en), - Djouba, - Kisumu, - Lamu (Manda), - Lodwar, - Mombasa-Moi, - Zanzibar |
| IndiGo                  | Bombay-Chhatrapati-Shivaji |
| Jambojet                | - Eldoret, - Goma, - Kisumu, - Lamu (Manda), - Malindi (en), - Mombasa-Moi, - Ukunda/Diani (en) |
| Jubba Airways           | Mogadiscio-Aden Adde (Petrella) |
| Kenya Airways           | - Abidjan-F.-H.-Boigny, - Accra-Kotoka, - Addis-Abeba Bole, - Amsterdam, - Antananarivo, - Bamako-M. Keïta, - Bangkok-Suvarnabhumi, - Bangui, - Blantyre, - Bombay-Chhatrapati-Shivaji, - Brazzaville, - Bujumbura, - Canton-Baiyun, - Dakar-B. Diagne, - Dar es Salam-J. Nyerere, - Djibouti-Ambouli, - Djouba, - Dubaï, - Dzaoudzi-M. Henry, - Entebbe, - Freetown-Lungi, - Harare, - Johannesbourg OR Tambo, - Khartoum, - Kigali, - Kilimandjaro, - Kinshasa-N'djili, - Kisumu, - Lagos-Murtala Muhammed, - Le Cap, - Libreville-Léon Mba, - Lilongwe (Kamuzu), - Livingstone-H. M. Nkumbula, - Londres-Heathrow, - Luanda-Quatro de Fevereiro, - Lubumbashi, - Lusaka, - Mahé-Seychelles international, - Malindi (en), - Maputo, - Maurice-Sir Seewoosagur Ramgoolam, - Mogadiscio-Aden Adde (Petrella), - Mombasa-Moi, - Monrovia-Roberts, - Moroni, - Nampula, - Ndola-S. Kapwepwe, - New York-John F. Kennedy, - Paris-Charles de Gaulle, - Victoria Falls, - Zanzibar |
| KLM                     | Amsterdam |
| LAM Mozambique Airlines | Dar es Salam-J. Nyerere, Maputo, Pemba, Mozambique |
| Lufthansa               | Francfort |
| Malawian Airlines       | Lilongwe (Kamuzu) |
| Oman Air                | Mascate |
| Precision Air           | Dar es Salam-J. Nyerere, Kilimandjaro, Zanzibar |
| Qatar Airways           | Doha-Hamad |
| Rwandair                | Entebbe, Kigali |
| Saudia                  | Djeddah - Roi-Abdelaziz |
| South African Airways   | Johannesbourg OR Tambo |
| Turkish Airlines        | Istanbul |
| Uganda Airlines         | Entebbe |

Édité le 12/05/2019  Actualisé le 15/11/2023

## Statistiques
Les chiffres proviennent du rapport annuel Statistical Abstract 2010 édité par le Kenya National Bureau of Statistics (KNBS),  (ISBN 9966-767-24-X).

### Mouvement d'avion
| 2006   | 2007   | 2008   | 2009   |
| ------ | ------ | ------ | ------ |
| 62 000 | 73 000 | 76 000 | 79 000 |

### Trafic passager
Pour des raisons techniques, il est temporairement impossible d'afficher le graphique qui aurait dû être présenté ici.

Voir la requête brute et les sources sur Wikidata.
|            | 2006      | 2007      | 2008      | 2009      |
| ---------- | --------- | --------- | --------- | --------- |
| arrivées   | 2 244 000 | 2 472 000 | 2 390 000 | 2 556 000 |
| départs    | 1 262 000 | 1 439 000 | 1 378 000 | 1 516 000 |
| en transit | 943 000   | 4 862 000 | 4 751 000 | 5 078 000 |
| total      | 4 449 000 | 8 773 000 | 8 519 000 | 9 150 000 |

### Trafic marchandise
| En tonnes    | 2006    | 2007    | 2008    | 2009    |
| ------------ | ------- | ------- | ------- | ------- |
| déchargement | 54 223  | 59 496  | 59 219  | 46 949  |
| chargement   | 186 898 | 216 287 | 240 092 | 214 584 |
| total        | 241 121 | 275 783 | 299 311 | 261 533 |

## Incidents et accidents

### Avions
- Le 20 novembre 1974, le vol 540 de la Lufthansa s'écrase au décollage de Nairobi. Les pilotes ont décollé avec une mauvaise configuration des volets car les commandes du circuit hydraulique étaient éteintes, ils n'avaient pas respecté la procédure de liste de vérification. Cinquante-neuf des 157 personnes à bord du Boeing 747 ont trouvé la mort. Il s'agit du premier crash de l'histoire impliquant un Boeing 747 ;
- Le 2 juillet 2014, un Fokker F50 s'écrase sur un bâtiment commercial juste après son décollage tuant ses quatre occupants et blessant deux personnes présentes dans l'immeuble[19].

### Infrastructures
Le 7 août 2013, un violent incendie ravage complètement le terminal des arrivées internationales dont la toiture s'effondre. Hormis quelque 200 personnes intoxiquées, à des degrés divers, par les fumées, le sinistre n'a pas fait de victimes. Tous les vols internationaux ont dû être déroutés, dans un premier temps, vers l'aéroport international Moi et, ensuite, également vers l'aéroport international de Kisumu et l'aéroport international d'Eldoret.
Dès l'annonce de l'incendie, par les agences de presse, le cours en bourse des actions de la compagnie Kenya Airways, qui a sa plate-forme principale à l'aéroport international de Nairobi, voit sa cotation chuter de 2 %.
Dès le lendemain, après proposition du président des États-Unis Barack Obama et approbation du président kényan Uhuru Kenyatta, trois membres de l'ambassade des États-Unis au Kenya, et membres du FBI, sont adjoints à l’enquête et rejoints, le surlendemain, par deux experts militaires en incendie dépêchés directement des États-Unis.
En juin 2015, un nouveau terminal d’aéroport a été mis en service. Quoique parfaitement fonctionnel, le bâtiment est temporaire. Il s’agit en effet d’une solution intermédiaire, conçue pour être utilisée pendant 10 ans maximum, durée nécessaire à l'élaboration et à la mise en œuvre d'un programme de construction de nouvelles installations permanentes.